# Death Wish (film, 2018)
Pour les articles homonymes, voir Death Wish.
Série Un justicier dans la ville
Le Justicier : L'Ultime Combat
(1994)
Pour plus de détails, voir Fiche technique et Distribution.
Death Wish ou Un justicier dans la ville au Québec est un film américano-canadien réalisé par Eli Roth, sorti en 2018. Il est adapté d'un roman de Brian Garfield, déjà porté à l'écran dans Un justicier dans la ville (1974) avec Charles Bronson ; ce film de Michael Winner avait donné lieu à une franchise cinématographique.
Le rôle principal est cette fois tenu par Bruce Willis. Il incarne le Dr Paul Kersey, un chirurgien urgentiste, honnête et non violent, menant une vie de rêve dans les beaux quartiers de Chicago. Cependant, sa vie bascule après un cambriolage qui tourne mal : sa femme Lucy est sauvagement tuée et sa fille Jordan, âgée de 18 ans, est plongée dans un long coma. Impuissant face à la lenteur de la police à retrouver les coupables, Paul a soif de vengeance et va tout faire pour retrouver les meurtriers de sa femme.
Le film reçoit à sa sortie des critiques négatives et ne réalise pas de bons résultats au box-office.

## Synopsis
Le Dr Paul Kersey, chirurgien urgentiste à l'hôpital de Chicago, ville en proie à une violence exacerbée, vit cependant heureux avec sa femme Lucy et sa fille Jordan. Pour fêter l'entrée de celle-ci à l'université, ses parents et son oncle, Frank Kersey, l'emmènent au restaurant. Après que Paul a discuté avec Miguel, le voiturier, celui-ci prend une photo de leur adresse.
Un soir, alors qu'ils s'apprêtent à partir dîner dans un restaurant pour l'anniversaire de Paul, celui-ci est appelé en urgence à l'hôpital et laisse sa famille seule. Les complices de Miguel s'introduisent dans leur maison mais le cambriolage tourne mal et l'un d'eux tue Lucy et laisse Jordan dans un état catatonique. Paul, dévasté, a au départ foi dans la police. Mais l'enquête des détectives Kevin Raines et Leonore Jackson piétine à cause des nombreuses affaires en cours.
Le chirurgien pense alors acquérir une arme pour se faire justice lui-même et se rend dans une armurerie, mais se ravise quand il comprend qu'il sera rapidement identifié. Un jour, un membre d'un gang est admis aux urgences et fait tomber son Glock. Paul profite du décès de l'homme pour ramasser son arme et s'entraîne au tir en secret.
Quelques nuits plus tard, Paul sort et tue deux voyous qui tentaient de voler une voiture après avoir agressé ses propriétaires. Paul s'enfuit mais la gérante d'un bar a filmé toute la scène qu'elle diffuse sur internet où la vidéo devient virale. Les médias ne tardent pas à surnommer Paul, le « croque-mort », qui récidive en tuant « le vendeur de glaces », un dealer, qui exploitait des enfants. L'opinion se déchire pour savoir si Paul est un justicier ou un criminel. Les détectives Raines et Jackson, mis sur le coup, peinent à trouver ce qui lie les deux affaires.
Lors d'une admission, Paul reconnaît Miguel, tout juste tué par balles. Paul récupère le téléphone de ce dernier et consulte la liste de ses contacts, où il trouve un receleur. Il se rend dans son magasin qui dissimule un stock d'objets volés. Paul confronte le gérant, Pony, qui l'emmène jusqu'au coffre-fort où Paul récupère une partie de ses biens mais le receleur a eu le temps de prévenir Fish, l'un des cambrioleurs, qui arrive sur place et une fusillade éclate. Le voyou abat Pony par erreur. Paul parvient à prendre le dessus et lui fait avouer le nom du deuxième cambrioleur : Joe, mécanicien dans un garage. Reprenant soudain le dessus, Fish est assommé par une boule de bowling et se tire dessus en s'effondrant sur Paul.
Les détectives rendent visite à Paul. Ce dernier détruit les téléphones qu'il a récupérés pour éviter qu'on remonte jusqu'à lui. Il se rend dans le garage de Joe, le ligote et le torture. Celui-ci finit par lui révéler le nom de l'assassin de Lucy : Knox. Implacable, Paul l'écrase en laissant tomber sur lui la voiture sous laquelle il travaillait. Knox contacte Paul et lui donne rendez-vous dans une boîte de nuit où les deux hommes échangent des coups de feu, se blessant mutuellement. Rentré chez lui, Paul trouve Frank qui a découvert son secret et décide de le couvrir.
De son côté, Knox est admis à l'hôpital où il dénonce Paul aux enquêteurs, qui ne peuvent arrêter le chirurgien faute de preuves suffisantes. Paul est prévenu que sa fille s'est réveillée et se rend à l'hôpital d'où elle sort après sa rééducation. Dans l'ascenseur, Knox (que Paul ne reconnaît pas), lui dit qu'ils se reverront bientôt. Paul comprend après coup qui il était et retourne à l'armurerie pour acheter des armes.
Quelques jours plus tard, Knox et deux de ses complices, lourdement armés, se rendent chez Paul. Paul tue les deux hommes puis Knox grâce à un fusil d'assaut qu'il avait dissimulé. Une fois la police sur les lieux, les détectives acceptent la version de faits de Paul, lui suggérant cependant en termes voilés d'arrêter là sa croisade, ce à quoi Paul consent.
Quelques mois plus tard, alors que Paul accompagne sa fille jusqu'à son université à New York, il aperçoit un homme volant une valise. Paul interpelle le voleur, qui tourne la tête vers lui et Paul tend sa main vers lui en mimant un revolver, ultime clin d’œil à une phase dramatique de sa vie, désormais pour lui révolue.

## Fiche technique
Sauf indication contraire, les informations mentionnées dans cette section peuvent être confirmées par la base de données cinématographiques IMDb,  présente dans la section « Liens externes ».
- Titre original et français : Death Wish
- Titre québécois : Un justicier dans la ville
- Réalisation : Eli Roth
- Scénario : Joe Carnahan, d'après le roman de Brian Garfield et le scénario de Wendell Mayes[1]
- Musique : Ludwig Göransson
- Direction artistique : Veronique Meunier
- Décors : Paul Kirby
- Costumes : Mary Jane Fort
- Photographie : Rogier Stoffers
- Montage : Mark Goldblatt et Yvonne Valdez
- Production : Roger Birnbaum

Producteur associé : Stephen J. Eads
Production exécutive : Ilona Herzberg
Supervision de production : Irene Litinsky
- Sociétés de production : Metro-Goldwyn-Mayer et Paramount Pictures
- Société de distribution : Paramount Pictures (États-Unis, France)
- Budget : 30 millions de dollars[2]
- Pays de production :  États-Unis
- Langue originale : anglais
- Format : couleur
- Genre : action, policier, rape and revenge
- Durée : 107 minutes
- Dates de sortie : 
  - États-Unis : 2 mars 2018
  - France : 9 mai 2018
- Interdit aux moins de 12 ans lors de sa sortie en France
- Déconseillé aux moins de 16 ans à la télévision (et aux moins de 12 ans en version censurée sur TF1).

## Distribution
- Bruce Willis (VF : Patrick Poivey ; VQ : Jean-Luc Montminy) : Dr Paul Kersey, chirurgien urgentiste
- Vincent D'Onofrio (VF : Gilles Morvan ; VQ : François Sasseville) : Frank Kersey, frère de Paul
- Dean Norris (VF : Jean-François Aupied ; VQ : Sylvain Hétu) : l'inspecteur Kevin Rains
- Kimberly Elise (VF : Annie Milon ; VQ : Hélène Mondoux) : l'inspecteur Leonore Jackson
- Ian Matthews (VF : Gilduin Tissier ; VQ : Tristan Harvey) : Ponytail
- Mike Epps (VF : Rody Bengh) : le docteur Chris Salgado (non crédité)
- Elisabeth Shue (VF : Hélène Bizot ; VQ : Valérie Gagné) : Lucy Kersey, épouse de Paul
- Camila Morrone (VF : Diane Dassigny ; VQ : Ludivine Reding) : Jordan Kersey, fille de Paul et Lucy
- Ronnie Gene Blevins (en) (VQ : Frédérik Zacharek) : Joe
- Beau Knapp (VF : Jérémy Bardeau ; VQ : Hugolin Chevrette) : Knox
- Jack Kesy (VF : Serge Thiriet) : Tate « Fish » Karp
- Wendy Crewson : le docteur Jill Klavens
- Jason Cavalier (VF : Antoine Tomé ; VQ : Thiéry Dubé) : l'officier McCord
- Kirby Bliss Blanton (VF : Camille Donda ; VQ : Stéfanie Dolan) : Bethany
- Len Cariou (VF : Achille Orsoni) : Ben
- Luis Oliva : Miguel
- Stephanie Janusauskas : Sophie
- Warona Setshwaelo : l'infirmière Carla
- Stephen McHattie : un policier
- Sway Calloway : lui-même

Source : AlloDoublage; version québécoise sur « Doublage.qc.ca »

## Production

### Genèse, développement et attribution des rôles

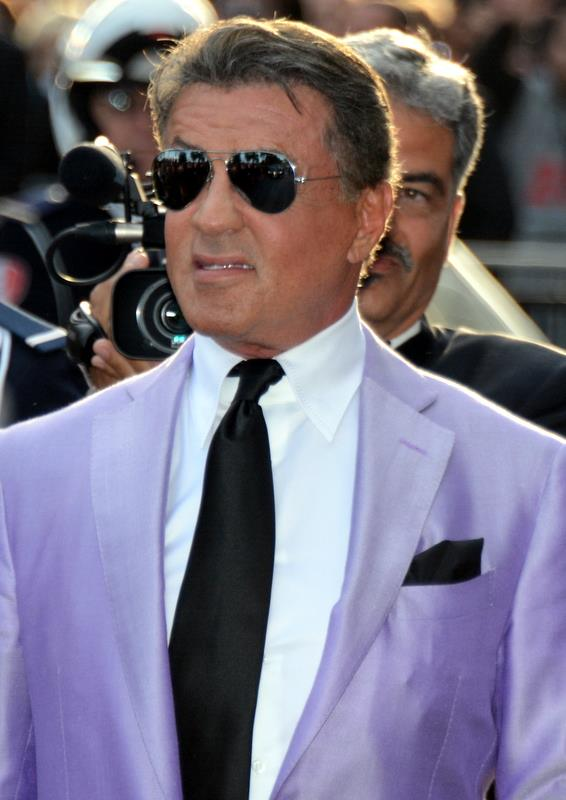
Sylvester Stallone devait initialement réaliser le film et en tenir le rôle principal.

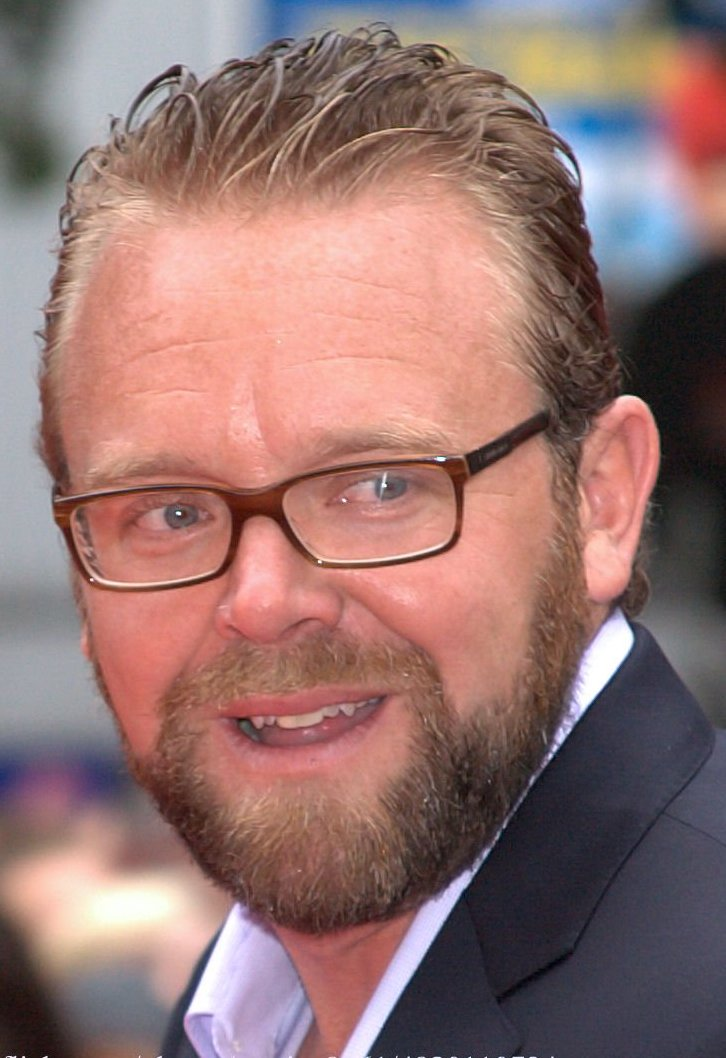
Joe Carnahan.

Le projet de remake de Un justicier dans la ville est évoqué dès 2006. Sylvester Stallone annonce qu'il veut réaliser le film et interpréter le rôle principal. Il explique alors sa vision du rôle : « Alors que le personnage de Charles Bronson était un architecte, ma version en aurait fait un très bon flic qui avait un succès incroyable sans jamais utiliser son arme à feu. Ainsi quand l'attaque de sa famille survient, il est vraiment confronté à un dilemme moral dans la manière d'effectuer sa vengeance »,. En décembre 2006, Sylvester Stallone annonce officiellement qu'il renonce au projet, pour causes de « divergences artistiques ». Néanmoins, il restera attaché au projet mais seulement en tant que producteur.
En janvier 2012, The Hollywood Reporter rapporte que le projet est toujours en cours. Joe Carnahan est annoncé comme réalisateur et scénariste. Liam Neeson et Frank Grillo sont alors annoncés dans les rôles principaux. Russell Crowe est un temps évoqué. En 2013, Joe Carnahan quitte à son tour le projet. Gerardo Naranjo est alors un moment attaché au poste de réalisateur. Benicio del Toro est alors envisagé dans le rôle principal, qu'il préfère refuser.
En 2016, Paramount Pictures et MGM confirment que le projet est toujours d'actualité en annonçant que Aharon Keshales (en) et Navot Papushado (en) réaliseront le film, avec Bruce Willis en tête d'affiche. L'acteur faisait partie d'une shortlist incluant Russell Crowe, Matt Damon, Will Smith et Brad Pitt. En mai 2016, c'est un nouveau coup d'arrêt, lorsque les réalisateurs Keshales et Papushado quittent à leur tour le film, après que le studio a refusé leurs réécritures du script. En juin 2016, Eli Roth signe pour les remplacer.
En août 2016, Vincent D'Onofrio décroche le rôle du frère de Paul Kersey, alors que Dean Norris rejoint lui aussi la distribution. En octobre 2016, Kimberly Elise et Camila Morrone obtiennent les rôles de l'inspecteur Jackson et Jordan Kersey. Elles sont suivies quelques jours plus tard par Ronnie Gene Blevins.
En novembre 2016, alors que le tournage a débuté, Joe Carnahan déclare : « Le tournage se déroule en ce moment, ils filment une version [de mon scénario] avec Bruce Willis à Montréal ou peut-être à Chicago, je ne suis pas sûr. [...] J'ai aperçu ce scénario, qui devait être une ré-invention du mien, et je serais bien moins sympa si je le commentais. [...] Je pense qu'ils ont exactement ce qu'ils voulaient, et ce n'était pas ce qui m'intéressait. [...] C'est vraiment un bon scénario ». Déçu par la tournure des évènements, il évoque la possibilité un jour de réaliser lui-même sa vision du film, avec son propre script : « Ça ne fait pas un pli, et je pense attendre quelques années et y revenir, car je crois qu'en terme de film de genre et de vigilante movie c'était vraiment cool. Une bonne partie du film se déroulait à Los Angeles. [...] C'était beaucoup plus proche d'un film de Michael Mann et d'un Collatéral que d'un film avec Bronson ».

### Tournage
Le tournage débute mi-septembre 2016 à Chicago. En octobre 2016, il se poursuit à Montréal au Canada,.

## Sortie et accueil

### Critique
Aux États-Unis, le film reçoit des critiques mitigées. Sur l'agrégateur Rotten Tomatoes, il ne reçoit que 17% d'opinions favorables pour 125 critiques et une note moyenne de 3,9⁄10. Le consensus qui se dégage est que le film n'est qu'une relecture qui n'a pas le cran et la conviction de l'original et qui souffre d'un mauvais timing. Sur Metacritic, Death Wish récolte une moyenne de 31⁄100 pour 32 critiques.
Sur le site français Allociné, le film totalise une moyenne de 2,4⁄5 pour 11 titres de presse recensés. Du côté des avis positifs, Gilles Esposito de Mad Movies écrit notamment « Ce Death Wish copyright 2018 construit un intéressant jeu de miroirs avec la franchise originale, mais fonctionne en même temps comme une œuvre autonome (...) qui s'avère, comme tous les Eli Roth, très habile pour saisir quelque chose de l'air du temps. » Dans Le Journal du dimanche, Stéphanie Belpêche le décrit quant à elle comme « un pamphlet malin et glaçant qui interroge la complaisance à l’écran et même sa fonction de divertissement ». Mathieu Platret du Journal du geek écrit « Malgré un récit convenu et un peu bancal, Death Wish est un très bon film d’action mettant en scène un Bruce Willis de retour aux affaires. Si l’on peut regretter son rythme étrange et les grosses ficelles employées pour jouer avec les sentiments du spectateur, la réalisation d’Eli Roth n’en demeure pas moins un bon moment de cinéma à l’américaine. » Sylvestre Picard de Première écrit notamment « si l'on fait abstraction de son discours moral vite expédié, le remake d'Un justicier dans la ville avec Bruce Willis est un divertissement bien calibré ».
Certaines critiques sont cependant négatives, comme celle parue dans Voici : « Balourd, impersonnel et même pas divertissant, ce remake d'Un justicier dans la ville met en scène un Bruce Willis plus démotivé et "cachetonneur" que jamais, dont la palette de jeu semble régresser de film en film ». Dans Écran Large, Simon Riaux écrit quant à lui « La seule victime de Bruce Willis est sa carrière, qui en prend encore un coup dans le buffet avec cet embarrassant navet ». Édouard Sonderborg de Ouest-France trouve que l'acteur est « monolithique » et que « les coulées de sang et de violence laissent un goût très amer dans la bouche ».

### Box-office
| Pays ou région    | Box-office      | Date d'arrêt du box-office | Nombre de semaines |
| ----------------- | --------------- | -------------------------- | ------------------ |
| France            | 234 817 entrées | 12 juin 2018               | 13 semaines        |
| États-Unis Canada | 34 017 028 $    | 10 mai 2018                |                    |
| Mondial           | 48 637 028 $    | -                          | -                  |

## Autour du film
- Paul Kersey est un docteur mais dans les films précédents de la saga, Paul Kersey est architecte et non un médecin.
- Dans la dernière scène d'action, Kersey est attaqué chez lui par des bandits (scène ressemblant à celle de Un justicier dans la ville 2 et Le Justicier : L'Ultime Combat avec Charles Bronson). Kersey tente donc de protéger sa fille, dans Un justicier dans la ville 2, il ne réussit pas à sauver sa fille mais dans ce remake, il réussit à la protéger des voyous.
- À la toute fin du film, Paul Kersey "abat" un délinquant en mimant le geste, sa main faisant office de révolver : cette scène est une référence à celle du premier Justicier dans la ville, où Charles Bronson fait de même dans une gare à Chicago, suggérant d'autres vengeances.